# Costellazioni circumpolari

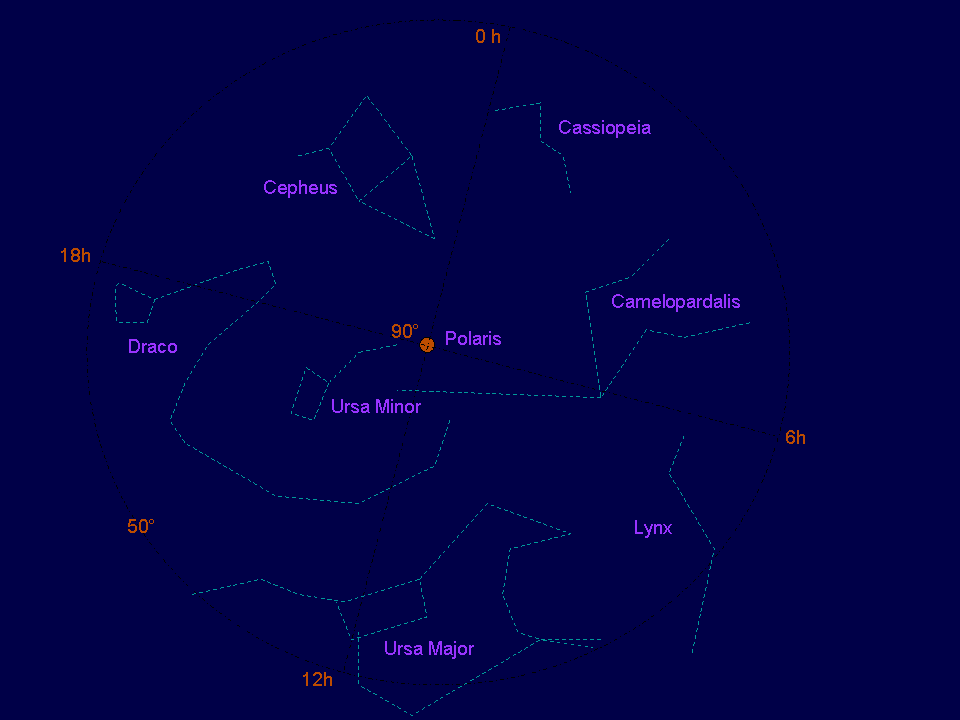
Costellazioni circumpolari del cielo boreale

 Le costellazioni circumpolari sono costellazioni che nel corso della notte restano sempre sopra l'orizzonte; in altre parole non tramontano mai. In particolare, la più importante è l'Orsa Maggiore; le sue stelle principali sembrano rappresentare un carro con il timone. Anche l'Orsa Minore, per quanto composta di astri poco luminosi, è comunque molto famosa.
Su ogni testo di astronomia od atlante geografico potremo leggere che se noi guardiamo il cielo osserveremo che la volta celeste, con il passare delle ore, ruota in senso antiorario; tracciamo ora la perpendicolare che parte dalla stella polare ed arriva a toccare un punto sull'orizzonte, questo e la polare formeranno con me, osservatore, un certo angolo; tutte quelle stelle che disteranno dal polo di un valore uguale o minore non andranno mai sotto l'orizzonte, saranno quindi circumpolari.
Apparterranno a questo tipo tutte quelle costellazioni la cui distanza angolare dal polo celeste è minore della latitudine geografica del luogo di osservazione. 

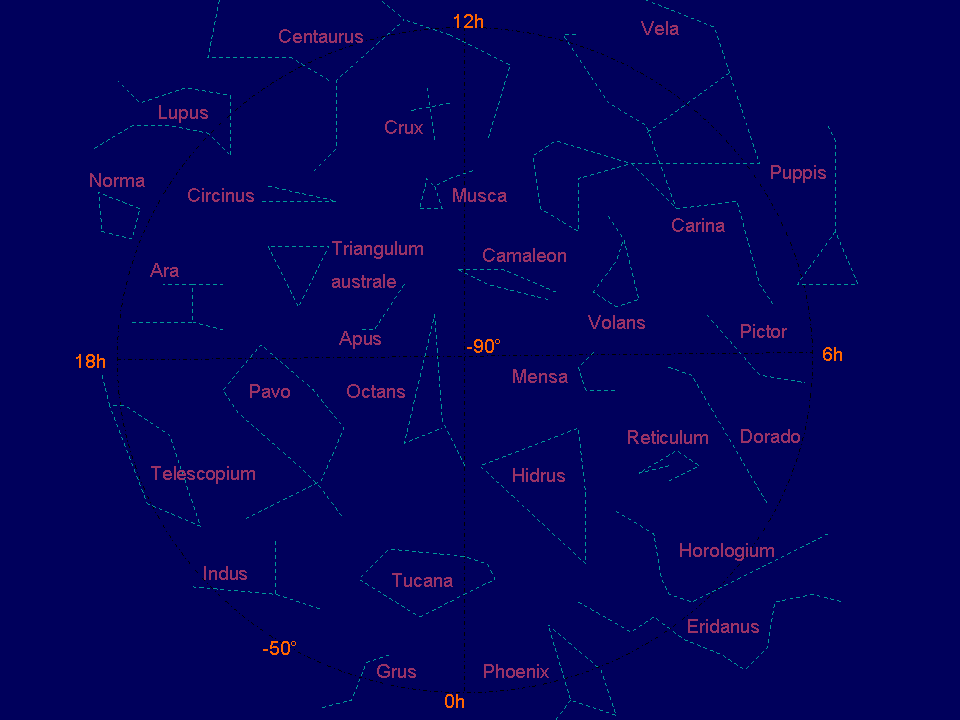
Costellazioni circumpolari del cielo australe

 In teoria se si è posizionati all'equatore nessuna costellazione resterà sopra l'orizzonte per più di 12 ore, al contrario se si è posizionati al polo tutte quelle che appartengono a quell'emisfero saranno sempre visibili durante le 24 ore.
Siccome i poli sono due ci saranno due tipi di costellazioni circumpolari: quelle dell'emisfero boreale o nord e quelle dell'emisfero australe o sud.
Quelle che riguardano le nostre latitudini sono: l'Orsa Maggiore, l'Orsa Minore, il Drago, Cassiopea, Cefeo, la Giraffa e la Lince. 